# Campeonato Uruguaio de Futebol de 1973
O Campeonato Uruguaio de Futebol de 1973 foi a 42ª edição da era profissional do Campeonato Uruguaio. O torneio consistiu em uma competição com dois turnos, no sistema de todos contra todos. O campeão foi o Peñarol.

## Classificação
| Pos | Equipe               | Pts | J  | V  | E  | D  | GP | GC | SG  |
| --- | -------------------- | --- | -- | -- | -- | -- | -- | -- | --- |
| 1º  | Peñarol              | 35  | 22 | 14 | 7  | 1  | 38 | 16 | 22  |
| 2º  | Nacional             | 29  | 22 | 9  | 11 | 2  | 29 | 19 | 10  |
| 3º  | Danubio              | 28  | 22 | 10 | 8  | 4  | 26 | 15 | 11  |
| 4º  | Defensor             | 25  | 22 | 10 | 5  | 7  | 33 | 28 | 5   |
| 5º  | Rentistas            | 24  | 22 | 7  | 10 | 5  | 21 | 18 | 3   |
| 6º  | Liverpool            | 23  | 22 | 8  | 7  | 7  | 28 | 21 | 7   |
| 7º  | Cerro                | 23  | 22 | 8  | 7  | 7  | 24 | 24 | 0   |
| 8º  | Montevideo Wanderers | 21  | 22 | 4  | 13 | 5  | 16 | 15 | 1   |
| 9º  | River Plate          | 21  | 22 | 5  | 11 | 6  | 17 | 20 | -3  |
| 10º | Huracán Buceo        | 16  | 22 | 3  | 10 | 9  | 22 | 29 | -7  |
| 11º | Central Español      | 14  | 22 | 6  | 2  | 14 | 18 | 38 | -20 |
| 12º | Bella Vista          | 5   | 22 | 1  | 3  | 18 | 10 | 39 | -29 |

|  | Campeão e classificado à Libertadores de 1974. |
|  | Classificado à Libertadores de 1974.           |
|  | Rebaixado à Segunda Divisão.                   |

Promovido para a próxima temporada: Fénix.
| Campeonato Uruguaio de 1973  |
| ---------------------------- |
| Peñarol Campeão (32º título) |